# Čavka
Čavka (lat. Corvus monedula) je jedna od najmanjih ptica iz porodice vrana. Duljina iznosi od 34 do 39 cm. Prepoznatljiva je po perju crnosive boje sa svjetlijim trbuhom i bijelim šarenicama. Živi po cijeloj Europi i u Zapadnoj Aziji te Sjevernoj Africi.

## Ostali projekti
|  | Zajednički poslužitelj ima stranicu o temi Corvus monedula |
|  | Wikivrste imaju podatke o taksonu Corvus monedula          |